# Alfred Steele
Alfred N. Steele (Nashville, 24 april 1901 - New York, 6 april 1959) was een Amerikaans zakenman. In 1923 studeerde hij af aan de Northwestern-universiteit en trad in dienst bij Coca Cola. Later stapte hij over naar Pepsi, waarvan hij in 1949 bestuursvoorzitter werd. In 1955 trouwde hij met de filmster Joan Crawford. Het was zijn eerste en haar vierde huwelijk.

## Trivia
- Het echtpaar Steele-Crawford trok de aandacht van pers en publiek door de dure verbouwing van hun luxueuze appartement op Manhattan, waarvoor Pepsi een voorschot gaf.